# Parc zoològic de Vincennes
El parc zoològic de París, anomenat correntment zoo de Vincennes és situat al 12è arrondissement de París, prop del bosc de Vincennes. Depèn del Museu de Ciències Naturals nacional d'història natural i cobreix una superfície de 14,5 hectàrees. S'hi troba una roca artificial de 65 m d'alçada, sobre la qual es poden veure sobretot muflons.

## Històric del parc zoològic de París
Inaugurat el 1934, el zoo és construït sobre el model innovador d'Hamburg. Es fa com a continuació al petit zoo temporal condicionat al bosc de Vincennes en el moment de l'Exposició colonial de 1931 per fer descobrir al públic parisenc animals exòtics així com els pobles indígenes que es qualificaran més tard de zoològics humans.
Va ser construït segons el model arquitectural proposat per Carl Hagenbeck, un model revolucionari per a l'època, que apuntava a presentar els animals sobre panells, en fossats i fons de roca sense que el públic en fos separat per barrots. Els caus interiors de nombrosos animals també podien ser visitats pel públic.
Molt de pressa, va conèixer un gran èxit entre els parisencs, que hi podien admirar una fauna espectacular, en un marc més «natural» que en les antigues exhibicions de feres com la del Jardí de les Plantes.
Les seves instal·lacions li han permès albergar nombrosos animals, sobretot dels grans mamífers. El zoo ha obtingut grans èxits en la reproducció de l'elefant asiàtic, de la girafa del Níger i de l'ocapi, tots tres amenaçats d'extinció a la natura, així com d'una multitud de felins, d'ossos, d'antílops i de cèrvids. Ha presentat igualment espècies molt rares en captivitat, com el kouprey (un exemplar de 1936 a 1940, va ser criat a Europa), l'elefant de mar (un exemplar hi ha viscut una trentena d'anys), el rinoceront de l'Índia i el panda gegant (un mascle d'aquesta espècie anomenat Ien-Ien hi ha viscut de 1973 a 2000, el que representa una de les més llargues duracions de vida per a aquesta espècie en captivitat).
Tanmateix, mai no ha presentat massa espècies animals de mida petita, per manca d'instal·lacions adaptades, i això malgrat la construcció d'algunes gàbies i l'obertura d'una casa dels lèmurs el 1986, on dels grups de lèmurs nocturns, sovint rars, vivien en una foscor artificial. Aquesta instal·lació mai no ha tingut equivalent a França, i no n'ha tingut gaires a cap altre lloc al món.
A partir dels anys 1980, les instal·lacions del zoo s'han degradat fortament, per l'envelliment dels tancats i de les roques de formigó armat (que havien estat concebudes per a una durada de 50 anys als anys 1930), sense que hi hagi hagut cap pla de renovació de conjunt. La Gran Roca, figura emblemàtica, ha estat renovada als anys 1990, però no ha estat el cas de moltes altres instal·lacions, que han hagut de ser tancades al públic al començament dels anys 2000, i certs animals (elefants, felins, rinoceront, os) han hagut de ser desplaçats fora del zoo.

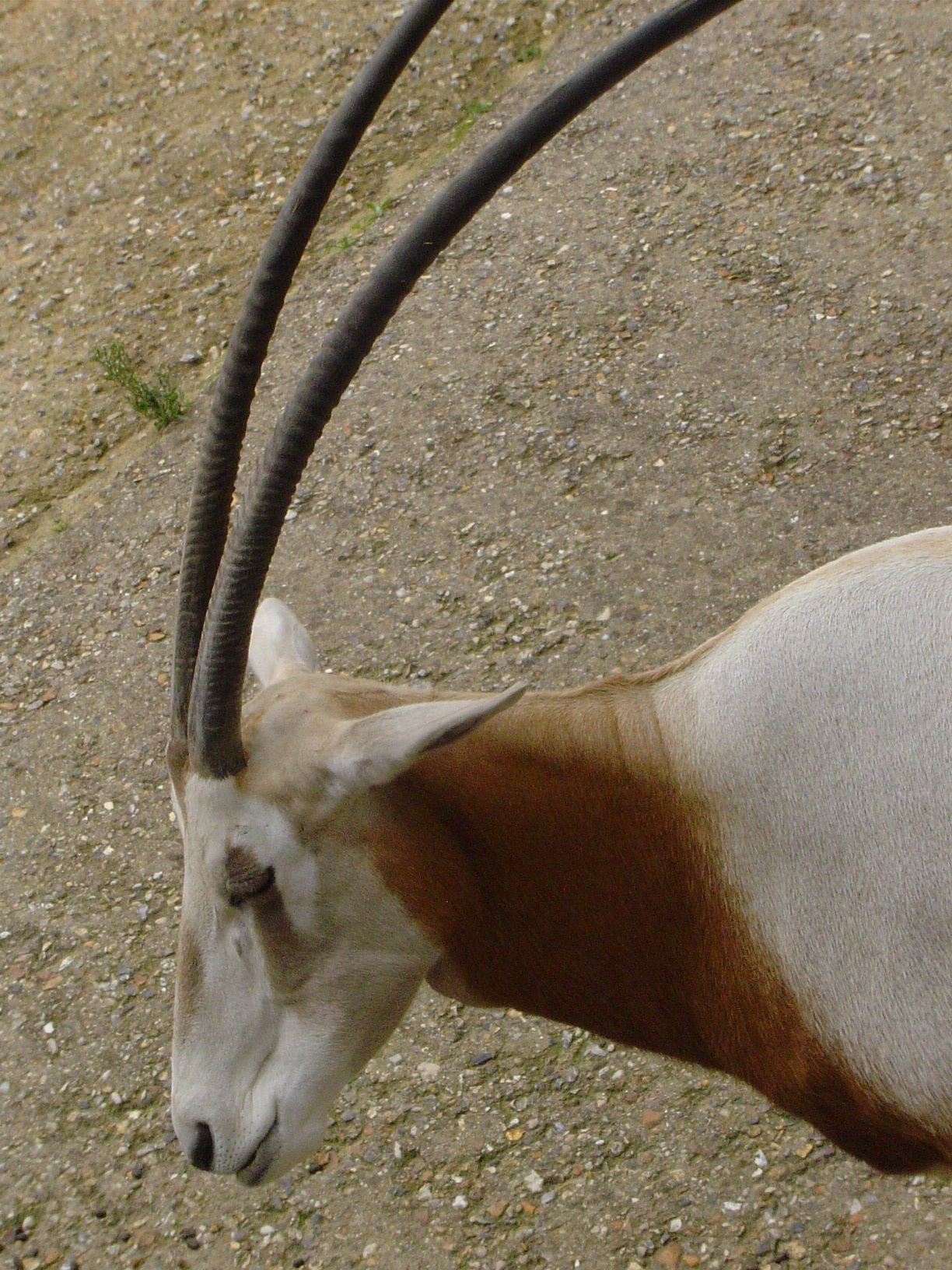
Oryx
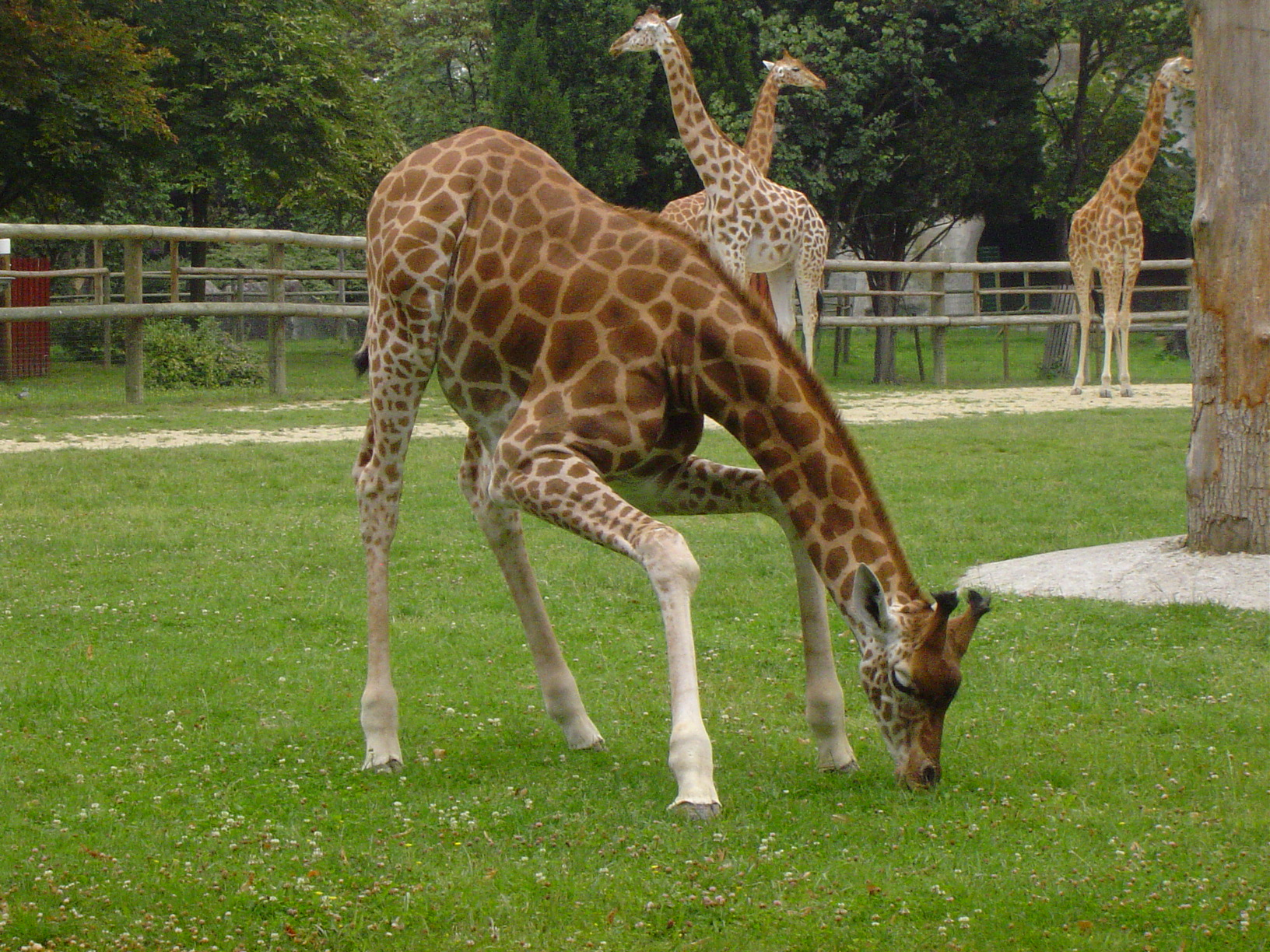
Girafa
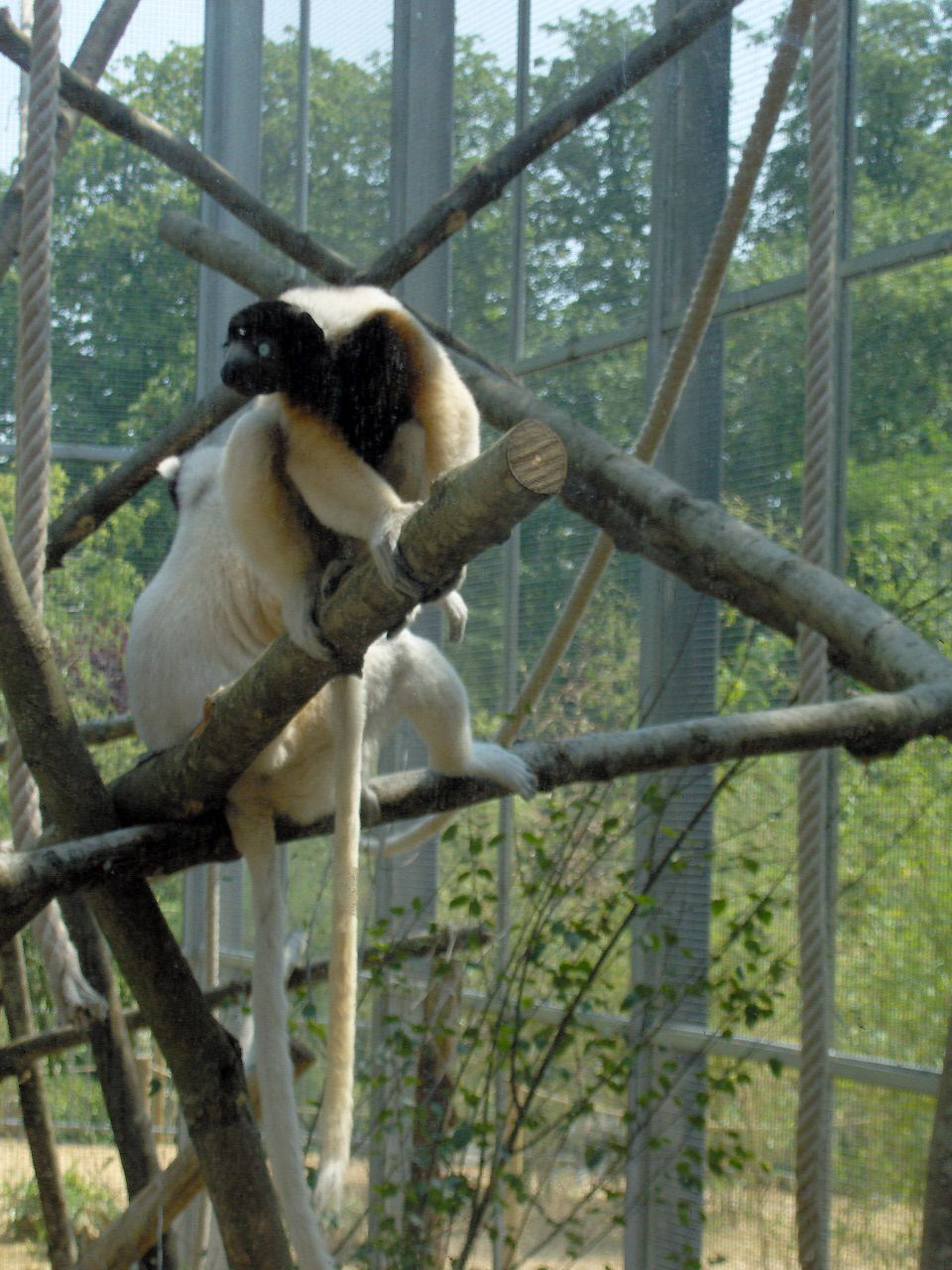
Mico aranya
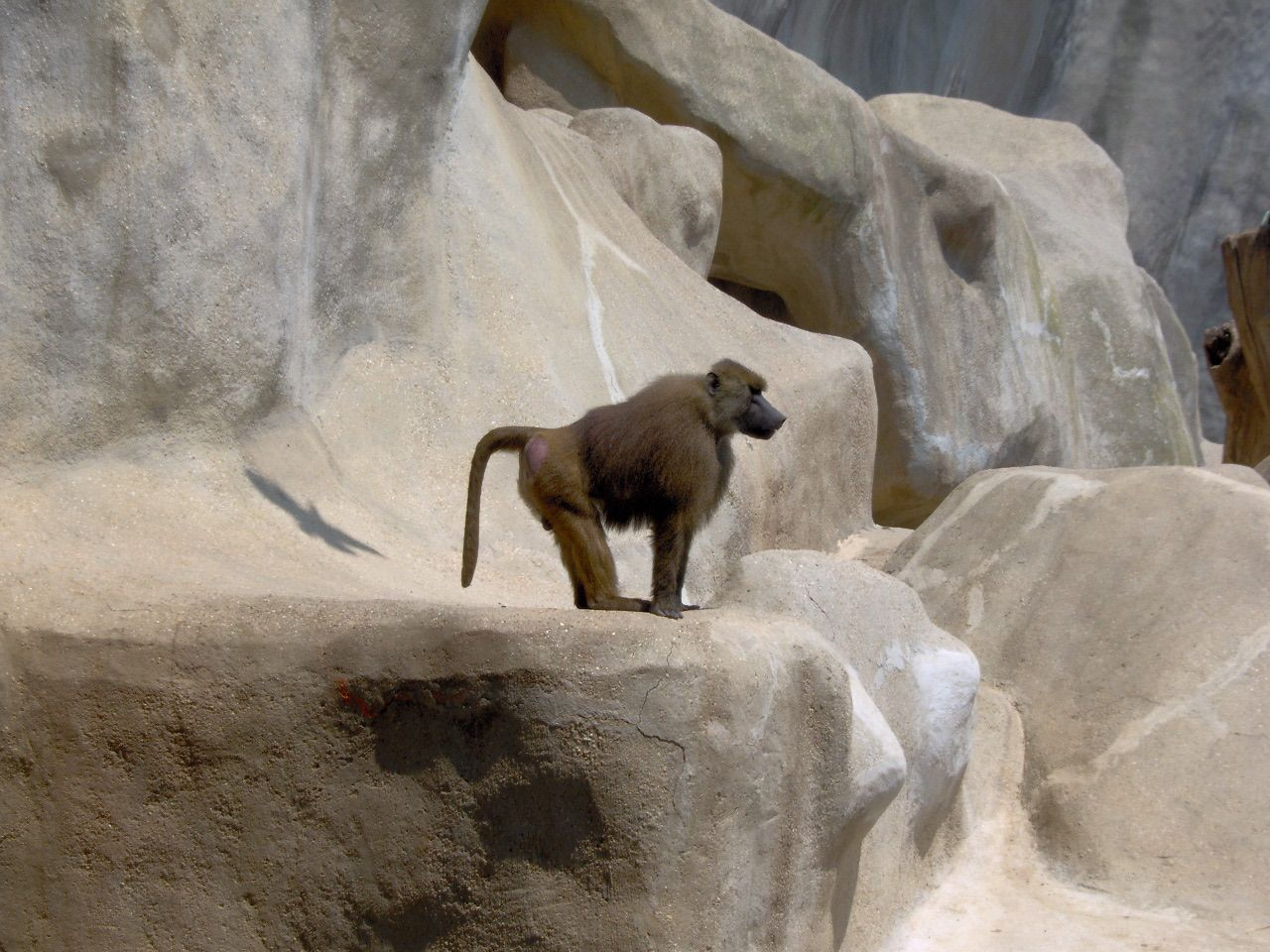
Babuí de Guinea

## Històric dels directors
- 1934-1946: Achille Urbain
- 1946-1976: Jacques Nouvel
- 1976-1988: François Doumenge
- 1988-1989: Jean Rinjard
- 1990-1995: Jean-Jacques Petter
- 1995-2000: Maryvonne Leclerc-Cassan
- Des de l'octubre de 2000: Claude-Anne Gauthier

## La renovació del zoo de Vincennes

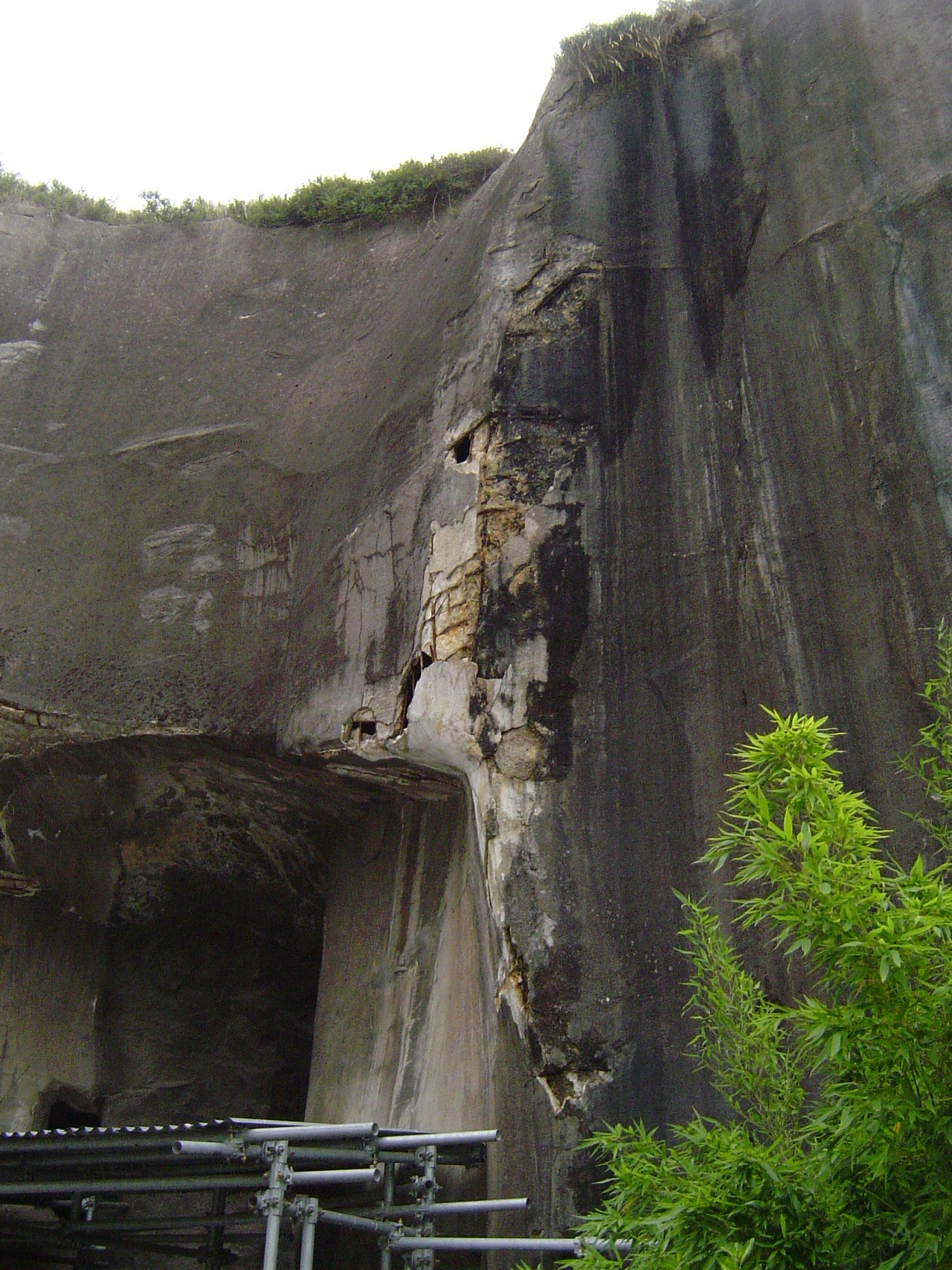
Forats a les falses roques.

- Per manca de manteniment, les falses roques d'enreixats metàl·lics coberts de formigó s'han esmicolat i s'han fet perilloses. La Gran Roca, símbol del parc, que domina el bosc de Vincennes, ha estat tancada diversos anys.
- D'ençà 1993, el Govern va haver de desbloquejar crèdits d'urgència per a la renovació de la Gran Roca. El zoo de Vincennes ha vist, aquests darrers anys, minvar les visites (300000 visitants el 2005, contra 600000 el 2004, 800000 el 2003, 1000000 el 1984, 1500000 el 1968).
- És a l'estiu de 2004, el moment en què el personal del zoo manifesta les seves inquietuds pel que fa a la degradació creixent del zoo, que l'alcalde de Vincennes Laurent Lafon, igualment conseller regional de l'Ile-de-France, fa una crida a la població per salvar el zoo del seu lent declivi. Aquesta crida permet recollir milers de signatures i atreure l'atenció dels ministres a favor del parc zoològic.
- El setembre de 2004, l'alcalde de Vincennes Laurent Lafon interpel·la altre cop els poders públics sobre l'esdevenir del parc en una tribuna publicada al diari Le Monde: la idea de renovar el zoo està llençada.
- En resposta a aquesta alerta pel que fa al futur del Zoo, 500000 euros van ser destinats, d'ençà l'any 2004, als treballs de primera necessitat, sobre les xarxes de gas i d'electricitat i sobre la roca de les girafes.
- «La degradació progressiva dels seus equips, car del seu funcionament mateix ha conduït a considerar el seu tancament, temporal o definitiu, ha suscitat una emoció legítima, ja que significaria la desaparició d'una institució antiga i d'un centre d'investigació, d'informació i de reproducció de renom mundial» subratllà aleshores el diputat de Val-de-Marne, Patrick Beaudouin, a una sessió de preguntes al Govern a l'Assemblea nacional el desembre 2004.
- El 2005, el Govern ha dedicat un milió d'euros a l'acollida dels animals i públic i 1,2 milions suplementaris han permès acabar el gabial als lèmurs i acollir nous inquilins. Això ha permès llançar definitivament la renovació del zoo de Vincennes. El cost global dels treballs, que haurien de començar al primer trimestre de 2007, es considera entre 120 i 130 milions d'euros. Aquest pla de renovació ha de respondre a la necessitat de fer del futur zoo «un establiment de referència mundial», com ho afirma Allain Bougrain-Dubourg, president del comitè científic.
- S'ha decidit una col·laboració pública-privada per dur a terme el taller de renovació en els millors terminis. Actors privats garanteixen el finançament i la realització del nou zoo, mitjançant un lloguer temporal corresponent aproximadament a l'escreix de recaptacions generat per les entrades del parc renovat. La crida a candidatures es fa l'estiu de 2005; el taller podria ser començat abans de la fi de 2006. Aquesta col·laboració, limitada a la gestió del taller de renovació, no afecta ni l'estatut les tasques del personal ni dels associats i tampoc la tasca de servei públic del parc.
- D'altra banda, la tria del projecte del gabinet d'arquitectes TN+ ha estat aturada el desembre de 2005. Aquest projecte espera lligar desenvolupament durable i respecte per la condició animal, presentant els animals en els seus biòtops. Per al gabinet TN+, «el visitant serà el convidat de l'animal que trobarà al seu univers reconstituït» (Le Monde del 7 de desembre de 2005). El principi del nou zoo no és d'ensenyar el màxim nombre d'animals sinó de revalorar la seva presentació. Així, la fauna asiàtica, els tigres sobretot, estarà desplaçada. El mateix per als ossos, que es deprimeixen en captivitat, i per als elefants, massa estret. Calen 5 hectàrees per a dos paquiderms.
- El nou zoo podria obrir les portes a partir de 2012. El projecte TN+ era massa car, es va fer una nova crida d'oferta, únicament Bouygue hi ha respost, el zoo ha de tancar a finals de 2008 i els treballs començaran el 2010.
- Dimarts 26 juny de 2007, el director general del Muséum d'histoire naturelle declara: «La renovació del Parc zoològic de París, situat al bosc de Vincennes, serà una realitat al més aviat el 2011».

## El suport al zoo de Vincennes

### El moviment popular per salvar el zoo de Vincennes
Al setembre de 2004, la ciutat de Vincennes fa una petició on-line per salvar el zoo.

### Les associacions de protecció del zoo de Vincennes
- La primavera dels animals, apadrinada per l'humorista Smaïn.
- Associació per a la renovació del Bosc de Vincennes (ARBVé), Saint-Mandé.

## Cultura
- Una cèlebre escena de La Grande Vadrouille (caiguda d'un aviador anglès a la bassa de les foques) ha estat feta en aquest parc zoològic.
- Més recentment, una escena de la pel·lícula Seuls two amb Éric et Ramzy ha estat rodada al peu de la Gran Roca.
- Una escena mítica, del Père Noel est une ordure (1982), hi ha estat també rodada.